# Sarah Barrable-Tishauer
Sarah Barrable-Tishauer (ur. 6 lipca 1988 r. w Toronto) – aktorka kanadyjska. Znana z roli Liberty Van Zandt w serialu Degrassi: Nowe pokolenie.

## Filmografia
- 2008: Degrassi Spring Break Movie jako Liberty Van Zandt
- 2002: Uwierz w Siebie (Red Sneakers) jako Larosa
- 2001: Degrassi: Nowe pokolenie (Degrassi: The Next Generation) jako Liberty Van Zandt